# Edmonson County
Edmonson County är ett administrativt område i delstaten Kentucky, USA, med 12 161 invånare. Den administrativa huvudorten (county seat) är Brownsville. 
Del av Mammoth Cave nationalpark ligger i countyt. 

## Geografi
Enligt United States Census Bureau har countyt en total area på 798 km². 784 km² av den arean är land och 14 km² är vatten. 

### Angränsande countyn
- Grayson County - nord
- Hart County - öst
- Barren County - sydost
- Warren County - sydväst
- Butler County - väst